# Cathédrale Saint-Paul de Sainte-Hélène
Cette  cathédrale n’est pas la seule cathédrale Saint-Paul.
La cathédrale Saint-Paul est l'église cathédrale du diocèse anglican de Sainte-Hélène situé sur l'île du même nom. Elle se trouve à environ trois kilomètres au sud de la capitale Jamestown, dans le district Saint Paul's auquel elle a donné son nom.

## Histoire
L'église a été construite à la place de la précédente Country church, qui existait depuis le début de la colonisation de l'île à la fin du XVIIe siècle. Les travaux de construction de la nouvelle église, commencés en 1850, se sont terminés en 1851, et l'église a été élevée au rang de cathédrale en 1859, année de la création du diocèse de Sainte-Hélène, qui comprenait à cette époque les îles de l'Ascension et de Tristan da Cunha.

## Galerie

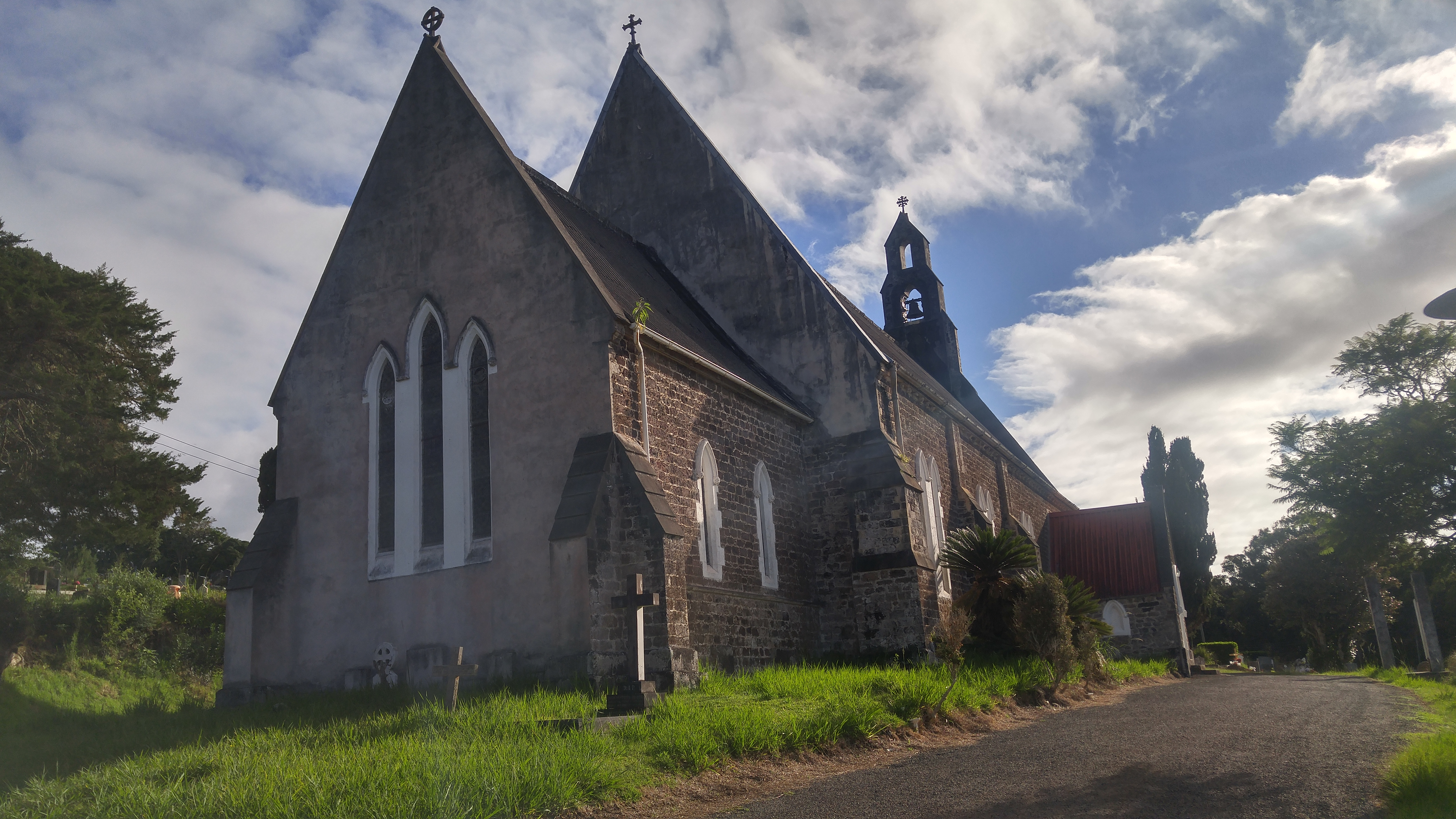
Vue générale depuis l'arrière de l'édifice.
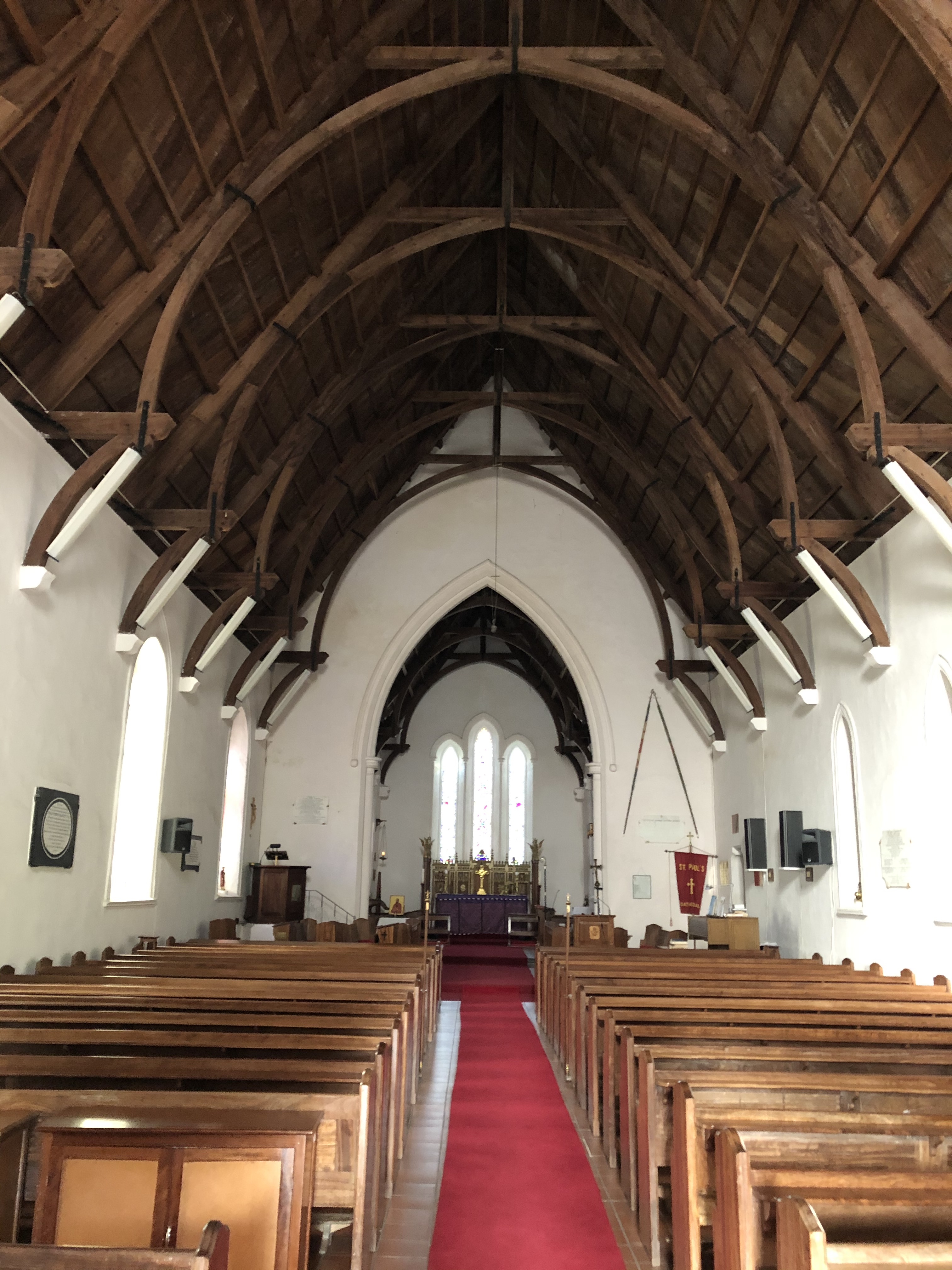
Vue de la nef depuis l'entrée.
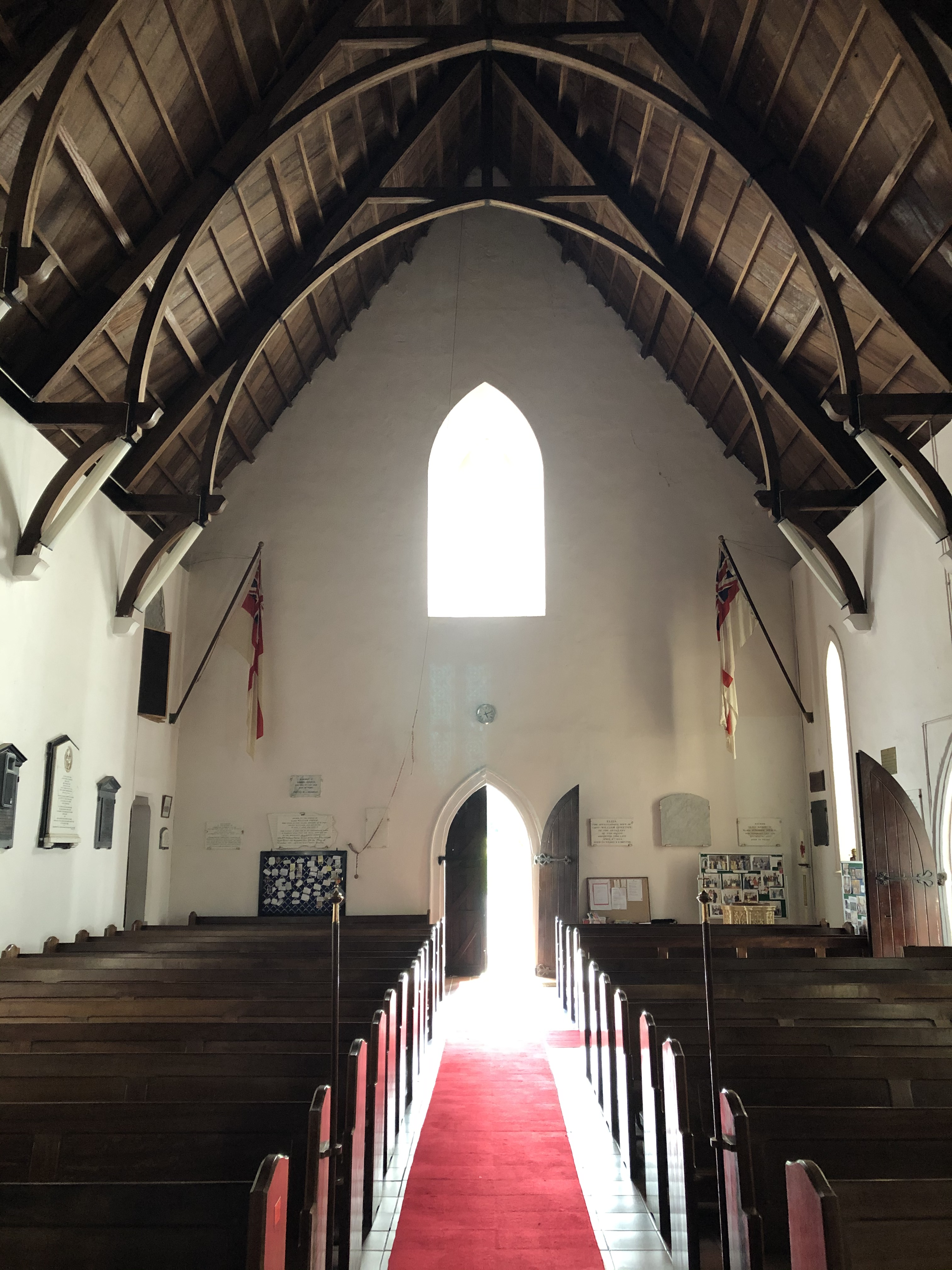
Vue de l'entrée depuis la nef.
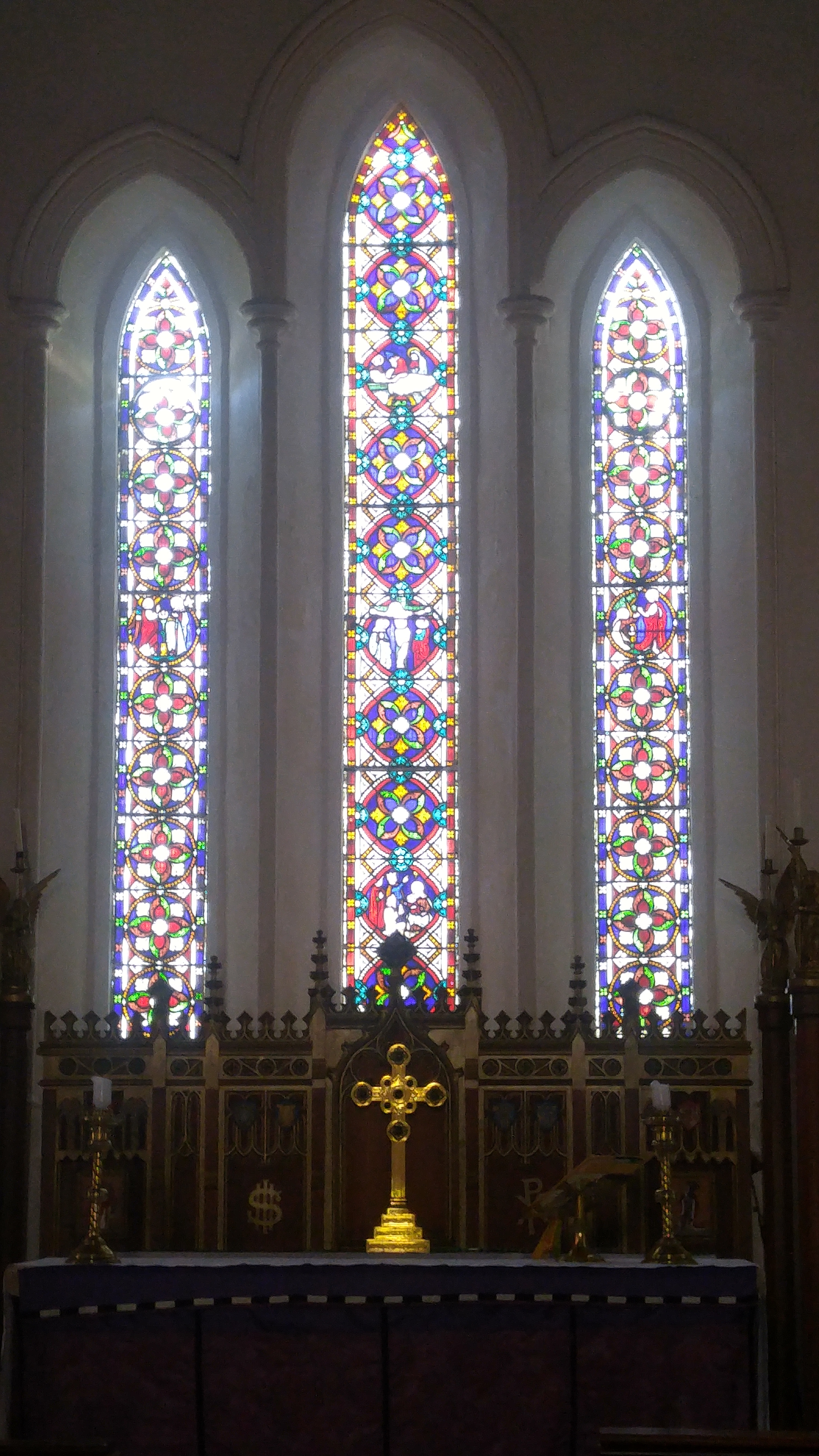
Les trois vitraux du chœur.
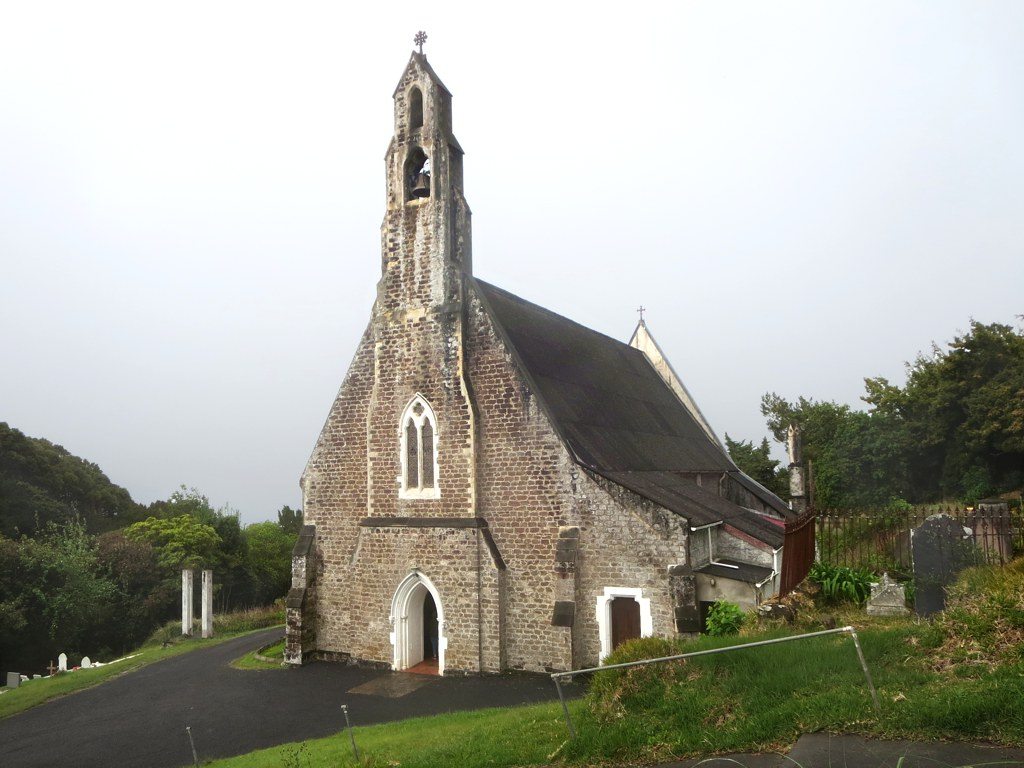
Vue générale depuis l'avant de l'édifice.
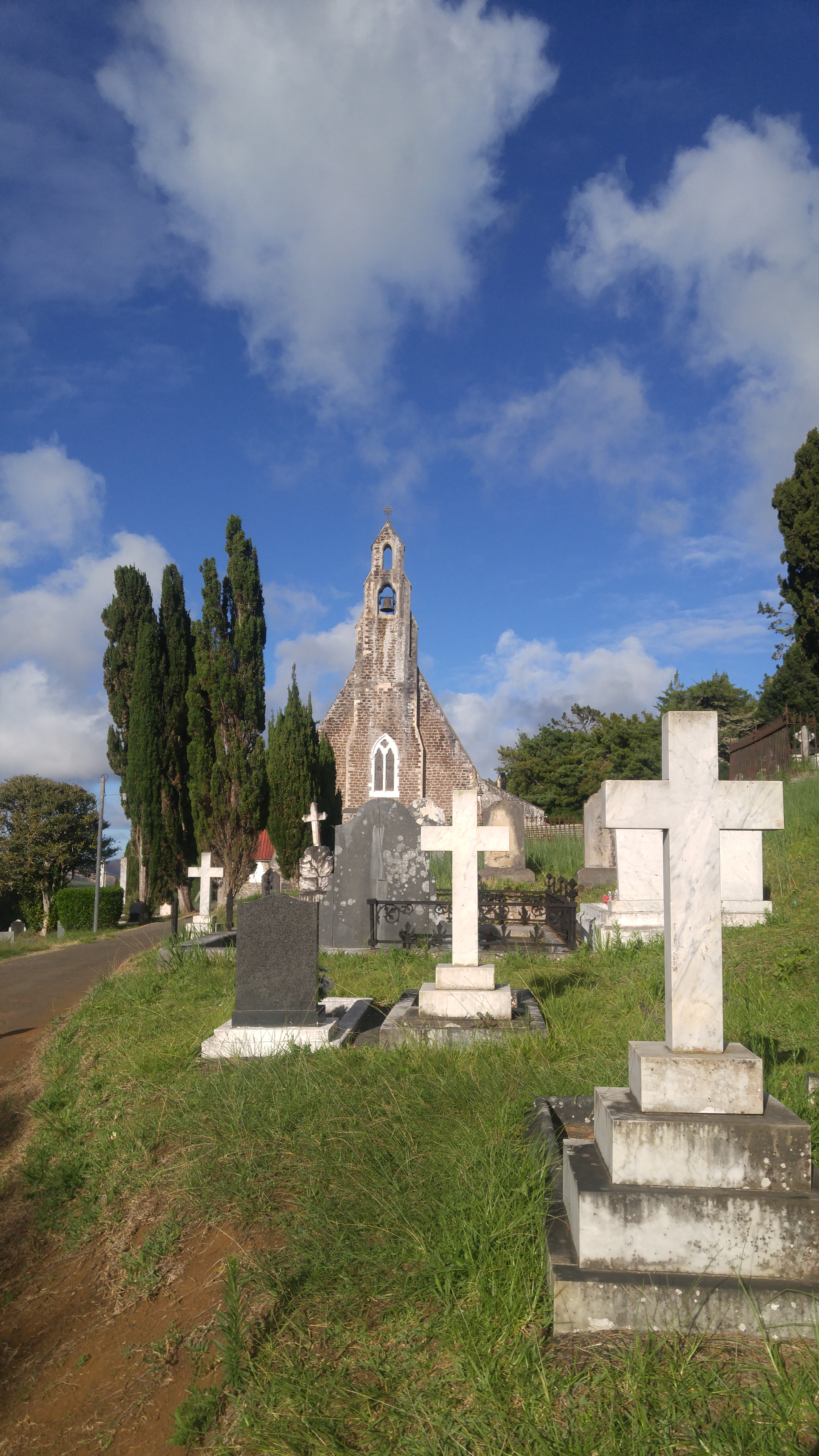
Vue lointaine, depuis le cimetière.
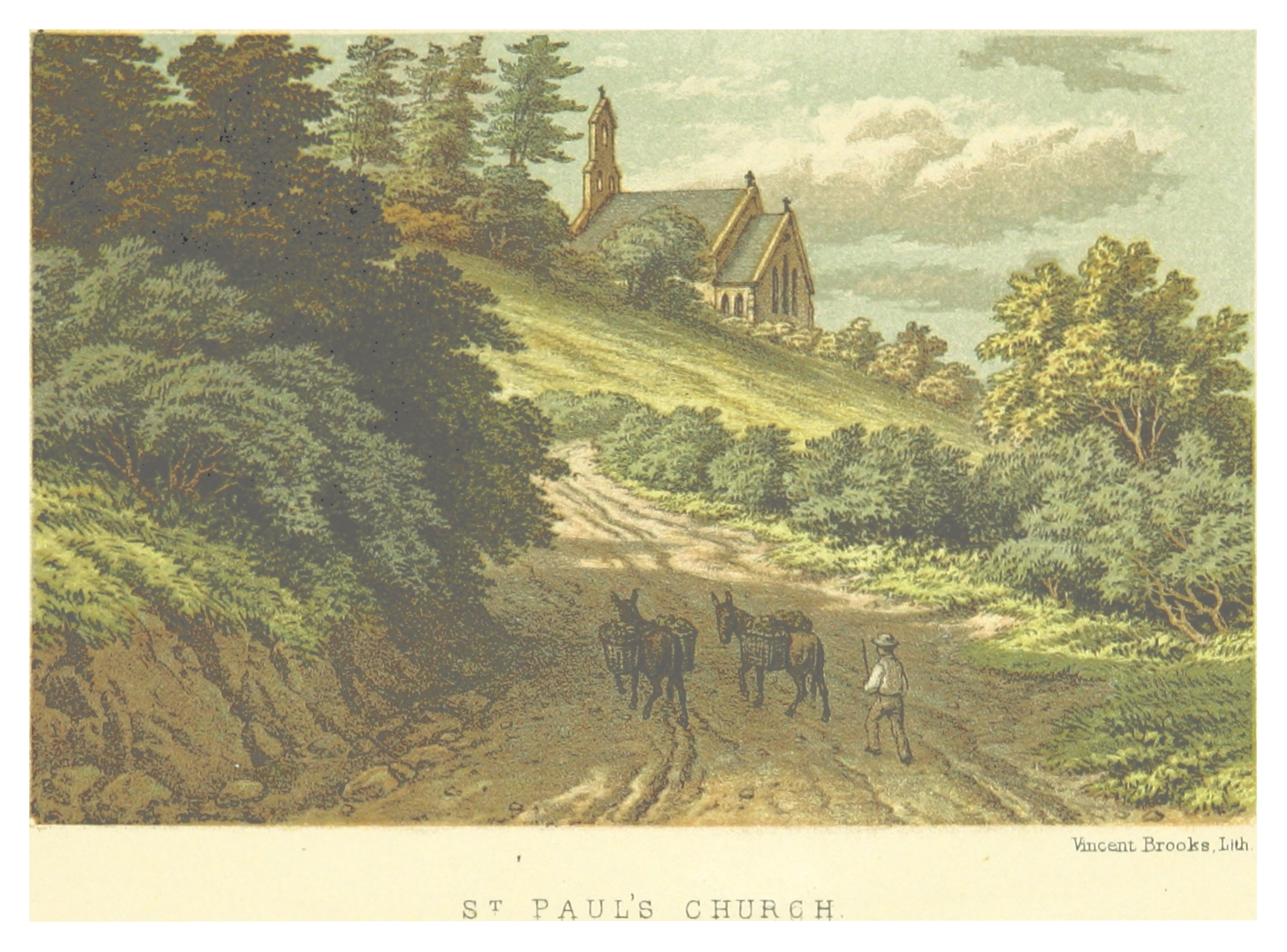
Planche de 1875 représentant l'église.